# 5
El año 5 (V) fue un año común comenzado en jueves del calendario juliano, en vigor en aquella fecha. En el Imperio romano, era conocido como el Año del consulado de Mesala y Cinna (o menos frecuentemente, año 758 Ab urbe condita). La denominación 5 para este año ha sido usado desde principios del período medieval, cuando la era A. D. se convirtió en el método prevalente en Europa para nombrar a los años.

## Acontecimientos
- El emperador Ru Zi Ying asciende al trono de China.
- Roma reconoce a Cymbeline, rey de los Catuvellauni como rey de Britania.
- Tiberio conquista la Germania inferior, derrotando a las tribus lombardas que habitaban la cuenca baja del río Elba.
- Polyainus Marathonius es arconte de Atenas.
- El general romano Tiberio, a quien Augusto ha designado como heredero, derrota a los lombardos en la desembocadura del Elba.[1]